# ペルロ
ペルロ（伊: Perlo）は、イタリア共和国ピエモンテ州クーネオ県にある、人口約100人の基礎自治体（コムーネ）。

## 地理

### 位置・広がり
| 隣接するコムーネは以下の通り。括弧内のSVはサヴォーナ県所属を示す。 - バニャスコ - チェーヴァ - マッシミーノ (SV) - ムリアルド (SV) - ヌチェット - プリエーロ |

#### 地震分類
イタリアの地震リスク階級 (it) では、3 に分類される
。